# Order of Canada

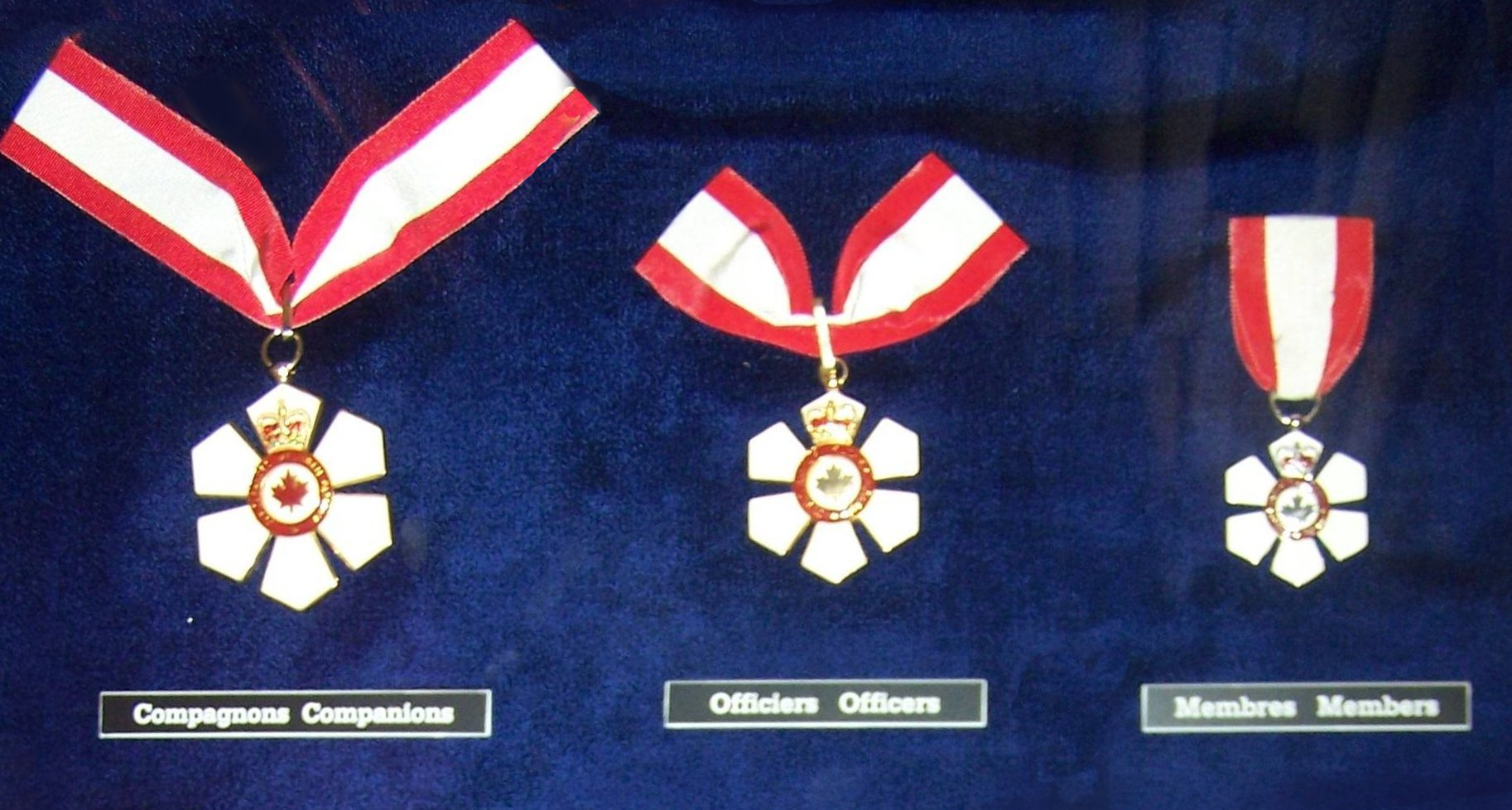
De tre olika ordensgradernas insignier.

Kanadaorden  (engelska: Order of Canada; franska: Ordre du Canada) är en statsorden, instiftad 1967, som är Kanadas högsta civila hedersutmärkelse.
Orden utdelas ges till den som exemplifierar utmärkelsens latinska motto Desiderantes meliorem patriam, ’de som önskar ett bättre land’. Utmärkelsen instiftades 1967 för att hedra kanadensare som haft stor betydelse för Kanada. Den används också för att hedra icke-kanadensare som gjort världen bättre. Musiker, politiker, artister, TV- och filmstjärnor och många fler har fått utmärkelsen.
Kanadas monark är ordens stormästare och landets generalguvernör dess kansler. Sedan 1967 har 5 053 personer erbjudits medlemskap; bland andra blev Gordie Howe och Hervé Filion invalda som riddare av 1:a klass respektive officer 1971, liksom Burton Cummings och Geddy Lee från rockgruppen Rush 2009 respektive 1996.

## Insignier
Orden är delad i tre klasser:
- kamrat (companion)
- officer (officer)
- medlem (member)

## Uteslutna medlemmar
Den mest kontroversielle ledamoten av Kanadaorden är David Ahenakew från Saskatchewan, som uteslöts 2005 sedan han 2002 offentligt uttryckt sitt stöd för förintelsen. Ahenakew, som själv är ojibwa, fick utmärkelsen 1978 som erkännande för sitt arbete med utbildning för Kanadas urinvånare.

## Galleri

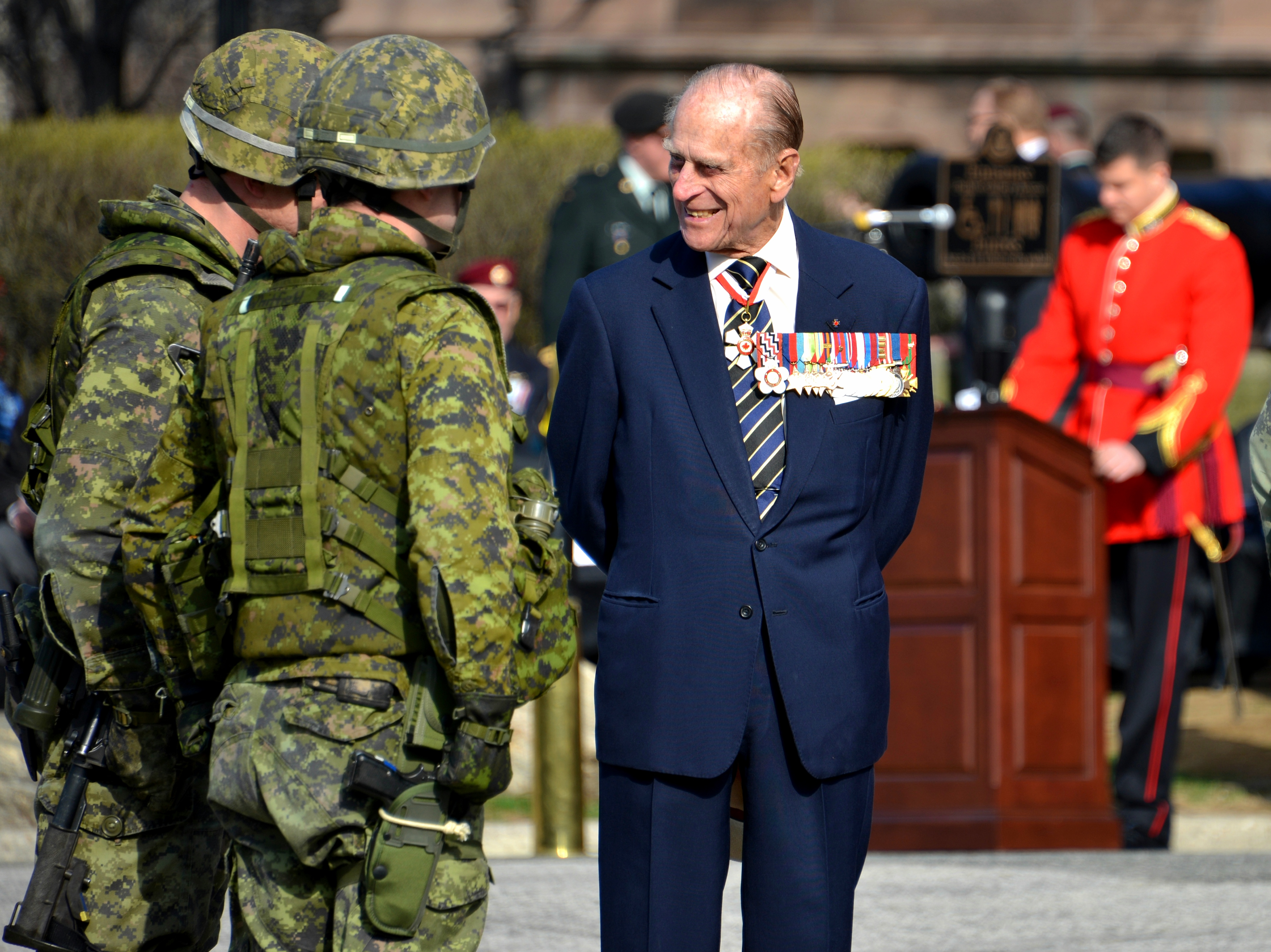
Prins Philip, hertig av Edinburgh under sitt sista besök i Kanada 2013 bär ordens halskors.